# Hello Neighbor
『Hello Neighbor』（ハローネイバー）は、Dynamic Pixels開発、tinyBuild発売のロシア製一人称ステルスホラーアクションのビデオゲーム。ゲームの目的は、隣人の秘密を暴くために地下室へ上手く忍び込むことである。ゲーム内のAIはプレイヤーの行動を学習し、トラップを設置したりなどする。製品版は2017年12月8日にSteamにてリリースされ、2018年7月27日にiPhone版がリリースされた。同年7月29日にはHello Neighborの前の話である『Hello Neighbor: Hide & Seek』が発表された。2019年10月25日には非対称型対戦サバイバルホラーゲームとして『Secret Neighbor』がSteamで発売された。これはHello Neighborの幕1と2の間の出来事という設定であり、子供たちの内1人が擬態した隣人で、脱出を試みる子供と戦うというものになっている。2020年7月24日には、続編である『Hello Neighbor 2』が発表され、同日そのアルファ版がSteamで配信された。製品版は2021年に発売。

## ゲームシステム
プレイヤーは、向かいに住む被害妄想的行動を取り、地下室に何か秘密を抱えている不可解な隣人の家に侵入する方法を探す。地下室に入るために必要なアイテムを集めるため、プレイヤーは家に侵入しパズルを解くことになる。隣人の家を探索している間、その隣人に見つかれば追い回されることとなり、もしプレイヤーが速やかに隠れるか逃げるかしなかった場合、捕まってしまうことになる。より確実に逃げる方法として、隣人に何か物を投げることによってスタンさせることもできる。捕まった（或いは重症を負った）際は、自宅に送り返されるので、また侵入を繰り返すこととなる。再度侵入を図る時プレイヤーはより注意深くあらねばならない。隣人はプレイヤーの最後の行動から次の行動を推測し、トラップを設置する。しかし「friendly」neighborモードをオンにすることで、トラップの設置を防ぎ、追跡を弱くすることができる。
このゲームは一人称視点であり、オブジェクトに触るため、もしくは持っているアイテムを投げるか使うためレティクルを合わせなければならない。（例：ボールを窓に向けてなげる、バールをくぎ抜きに使う）インベントリに最大４つまでアイテムは持てる。同じ種のアイテムも同時に同じスロットに入れることはできない。

## あらすじ
隣人の家から悲鳴が聞こえた時、ニッキー・ロスという子供は通りで遊んでいた。ニッキーは確かめようと家へ向かい、どうやら地下室に人を監禁しているであろうところを目撃する。ニッキーは隣人の家に忍び込み、地下室への鍵を見つけ、そして侵入する。彼は隣人が地下室を自作の地下ダンジョンに改造していたことを知るが、誰かが監禁されている様子は見られなかった。そしてニッキーは隣人ピーターソンのもとに駆け寄り、捕まってしまう。起きると、隣人の地下ダンジョンに監禁されていることに気づく。彼はどうにかその監房から逃げ、地上へ出ようとするが、家の周りには隣人の立てたおびただしい量のフェンスがあるばかりで、逃走を妨げていた。ニッキーは逃げ出すためにパズルを解き、フェンスを越えて自宅へ帰るとピーターソンはもう追ってこなかった。
幕１と２を通して、なかなかクリアできずにピーターソンに捕まると、隣人の過去に関する鮮明な悪夢を見ることになる。その悪夢のなかで、ピーターソンはかつてダイアンという妻と、アーロンという息子、そしてミアという娘を家族として持っていたことが明らかになる。しかし、車の事故によって妻は亡くなり、同時にアーロンに天井へ押しのけられたミアも亡くなった。ピーターソンは息子を何にも気づ付けられないように、かのダンジョンに監禁するようになった。このことは小説Hello Neighbor: Missing Piecesで明らかにされている。
そしてニッキーは成長して大人になり、アパートで目覚める。彼はアパートから立ち退きさせられたため、かつての家族の家に帰ることに決める。かつての家は荒廃し、隣人の家もなく廃墟があるだけだった。その廃墟を調べていると、ニッキーは黒い影のような生き物に脅かされ、家に帰り眠りに就いた。そして彼は子供の悲鳴で目覚めた。隣人の家がまた帰ってきたことに気づき、むしろより大きく、複雑で奇妙になっていた。ニッキーはその家を探索し、小さくなることで二段ジャンプしたりはるか遠くまで照らす灯りを灯したりと、非現実的経験をする。最後にはより古く、より奇妙になった地下室に入る。ニッキーが地下室から出ると、巨人化した隣人が背負っている家に入るため彼を倒さないとならないことに気づく。そうすると、今度は大きな影の男から子供時代のニッキー自身を守らねばならなくなる。毎回影の男は攻撃を繰り出し、ニッキーは少年を守り、ニッキーは影の男と戦えるまで大きくなる。影が負けると、ニッキーは小さな家に隣人がいるさまと、ずいぶん小さくなった影の男が別の部屋にいるのを見る。このことは幕３の殆どと最後の出来事はニッキーの頭の中で起こった悪夢であったことをほのめかしていて、彼のあの家からの逃亡は、少年期の隣人による誘拐と遂に折り合いをつけたことを表している。

## 登場人物
名前は本編では明かされなかったが、公式のスピンオフ小説「Hello Neighbor：The Missing Pieces」にて明らかになる。
ニコラス(ニッキー)・マイケル・ロス：Nicholas "Nicky" Michael Roth
主人公。幕１時点では10歳の少年だったが、幕3で35歳の青年に成長している。
道路を挟んだ隣人宅を怪しみ、不法侵入を繰り返す。
セオドア・マスターズ・ピーターソン/Mr.ピーターソン/隣人：Theodore Masters Peterson/Mr.Peterson/The Neighbor
本作の主な敵。ニッキー宅の道路を挟んだ迎いの家に住む中年男性。幕1では33歳。
黒いゴム手袋を常に着用している変人。地下室に誰かを閉じ込めており、怪しんだニッキーによって自宅を何度も侵入されている。
ダイアン・ピーターソン：Diane Peterson
隣人の妻。故人。教会には彼女の墓がある。
ミア・ピーターソン：Mya Peterson
隣人の娘。『Hello Neighbor Hide & Seek』の主人公。
アーロン・ピーターソン：Aaron Peterson
隣人の息子。ある事がきっかけで父である隣人によって隣人宅の地下室に閉じ込められていた。
『Hello Neighbor Hide & Seek』の主な敵。
ザ・シング：The Thing
影のような人型の怪物。本作の最終ボス。
ザ・マネキンズ
幕3に登場するミニゲームの敵。

## 開発
このゲームは2015年にDynamic Pixelsのウェブサイトでアルファ版として配信された。後にSteam Greenlight プログラムで早期アクセス版として販売が承認され、Kickstarterキャンペーンが更なる開発の基金のために開始された。そしてゲームを発売する契約をtinyBuildと行った。最初のプレアルファ版は2016年9月に発売された。Hello Neighborのアルファ１は2016年の10月26日に配信された。アルファ2は同年11月22日に配信され、アルファ3は同年12月22日に配信された。そしてアルファ4は2017年の5月4日に配信された。
このゲームは2017年7月25日にベータ版へと進歩した。2017年のハロウィンに向けて、インディーズゲームBendy and the Ink Machineから複数の要素を含む販促モッドが配信された。このモッドはそのゲームからの黒と黄色の背景やインク、音楽とBendyからのいくつかの見た目を含んだ。ゲームはもともと2017年8月29日に製品版として発売されるよう開発されていたが、2017年の12月8日にまで発売は遅れた。
このゲームはMicrosoft WindowsとXbox One向けに2017年12月8日に発売された。そして後にNintendo Switch、PlayStation 4、さらに携帯機器に移植された。モバイル版は限定された機種のみに対応しており、さらに幕1を無料体験出来るようになっていて、幕2と3はゲーム内課金で解放できるようになっている。

## 前編とスピンオフ
本編よりも前を描いたHello Neighbor:Hide & Seekが2018年8月に発表された。この作品は隣人が世捨て人となった原因である彼の家族を取り扱っている。ゲームは2018年12月7日に、Microsoftではないものも含む本編と同じプラットフォームで発売された。
2018年6月10日、tinyBuildはHello NeighborのスピンオフとしてSecret Neighborなるマルチプレイゲームを発表した。Hello Neighborの幕１と２の間という設定で、隣人の地下から友達を解放しようとする子供たちのグループがゲームの中心である。地下室の鍵を手に入れるため、子供たちは特定の役職を持つ。しかし、子供たちの中には変装した隣人が紛れ込んでいて、子供たちを惑わせるためのトリックや捕縛の能力を持っている。発表から1年以上経ってから、Microsoft限定で、遂に2019年10月24日に発売された。別のスピンオフ、Hello Guestは現在開発中であり、体験版が配信されている。
スピンオフ小説がMissing Pieces, Waking Nightmare, Buried Secret, Bad Bloodの4つ、それぞれ2018年8月28日、12月26日、2019年7月30日、12月26日に発売されている。
2020年、ゲーム原作のアニメシリーズが発表され、2020年4月17日にその初回が放送された。そのパイロット版は1週間の間に1100万人以上に見られ、tinyBuildのCEO、Alex NichiporchikはフランチャイズとしてHello Neighborの強さを示した。
2020年7月、tinyBuildはDynamic Pixelsに開発チームを新スタジオEerie Guest Studiosとして作ることを要求し、1500万米ドルをHello Neighborシリーズに投資した。
2023年5月、Hello Neighbor VR: Search and Rescue › 初回リリース日2023年5月25日 なるマルチプレイゲームを発表した。Hello Neighborの幕１と２の間という設定で、隣人の地下から友達を解放しようとする子供たちのグループがゲームの中心である。地下室の鍵を手に入れるため。

## 続編
続編Hello Neighbor 2がMicrosoft Windows、Xbox One、Xbox Series Xで2021年に発売される予定である。

## 評価
初め、Microsoft向けにゲームが発売されたとき、批評家はさまざまな評価をした。ゲームシステムや策と技術的な操作を批判したりする一方で、ストーリーや美術を称賛する人もいた。究極的には批評家から批判的評価を受けた。Metacriticは「一般的に好ましくない評価」を申し渡し、100分の42、39、38の点をそれぞれXbox One、Nintendo Switch、そしてPC用に対してつけた。